# Nathanael Gray
Nathanael S. Gray ist ein Biochemiker und Molekularbiologe an der Stanford University.

## Leben
Gray wuchs in Sambia, im Jemen, in Indien und im Sudan auf. Er erwarb an der University of California, Berkeley 1995 einen Bachelor und 1999 ebendort bei Peter G. Schultz einen Ph.D. in organischer Chemie. Am Novartis Institute for Genomics (GNF) in San Diego leitete er die Abteilung für Biochemie. Seit 2006 war er an der Harvard Medical School, wo er eine Professur für Biochemie und Molekularpharmakologie innehatte, und am Dana-Farber Cancer Institute, wo er die Abteilung für chemische Biologie leitete. 2020 wechselte Gray an die Stanford University. Hier hat er eine Professur für Biochemie und Systembiologie inne.
Gray ist vor allem für seine Arbeiten zur gezielten Krebstherapie mittels Inaktivierung oder Abbau krebsfördender Proteine, insbesondere Creatin-Kinasen, bekannt. Zu den (zum Teil experimentellen) Wirkstoffen, die Gray und Mitarbeiter entwickelt haben, gehören Purvalanol, Ceritinib, Siponimod und ABL001.
Nathanael Gray hat laut Google Scholar einen h-Index von 139, laut Datenbank Scopus einen von 123 (Stand jeweils März 2024). Er erhielt 2011 den Eli Lilly Award in Biological Chemistry, 2013 den Meyenburg-Preis und 2019 den Paul Marks Prize for Cancer Research.